# Kyle Scott
Kyle Michael Scott (Bath, Inglaterra, 22 de diciembre de 1997) es un futbolista estadounidense. Juega como centrocampista en el Orange County S. C. de la USL Championship de Estados Unidos.

## Clubes
| Club                   | País           | Año       |
| ---------------------- | -------------- | --------- |
| Chelsea F. C. Academy  | Inglaterra     | 2017-2019 |
| S. C. Telstar (cedido) | Países Bajos   | 2018-2019 |
| F. C. Cincinnati       | Estados Unidos | 2021-2022 |
| Orange County S. C.    | Estados Unidos | 2022-     |

## Palmarés

### Títulos nacionales
| Título | Club          | País       | Año  |
| ------ | ------------- | ---------- | ---- |
| FA Cup | Chelsea F. C. | Inglaterra | 2018 |

### Títulos internacionales
| Título                  | Club                  | País  | Año  |
| ----------------------- | --------------------- | ----- | ---- |
| Liga Juvenil de la UEFA | Chelsea F. C. Juvenil | Suiza | 2015 |
| Liga Juvenil de la UEFA | Chelsea F. C. Juvenil | Suiza | 2016 |